# 诺玛·保拉斯
诺玛·简·保拉斯（英語：Norma Jean Paulus，1933年3月13日—2019年2月28日）是美国俄勒冈州的一名女性律师和政治家。诺玛·保拉斯出生于内布拉斯加州，在成为律师之前一直在东俄勒冈州长大。作为一名共和党人，诺玛·保拉斯出任的政治职务是俄勒冈州众议院众议员；1977年，她出任俄勒冈州务卿，这是该州首位当选的女性公职人员。后来，诺玛·保拉斯担任俄勒冈州公共教育总监长达九年。她曾参选俄勒冈州州长及美国联邦参议员职位，但未能当选。在诺玛·保拉斯去世之前，她一直居住在波特兰。期间，她参与了几个非营利组织；并赞助了2008年俄勒冈州第65号公民表决提案，该提案旨在俄勒冈全州范围内推行公开初选。

## 早年生活
诺玛·简·保拉斯原名诺玛·简·彼得森（Norma Jean Petersen），于1933年3月13日出生在美国内布拉斯加州的贝尔格莱德。 她的父母共计养育了七个子女，他们一起在东俄勒冈州长大。1950年，诺玛从伯恩斯的伯恩斯高级中学毕业。 随后，诺玛开始在俄勒冈州的哈尼县的地方检察官办公室担任秘书职务，这是她的第一份职业工作。
在罹患脊髓灰质炎康复后，诺玛·保拉斯搬家至俄勒冈州的首府塞勒姆并担任法律秘书职位。她在这期间为俄勒冈州最高法院首席大法官厄尔·拉图尔特和威廉·麦卡利斯特服务过。 厄尔·拉图尔特建议诺玛上法学院进修，于是她在1956年的时候在没有大学学历的前提下前往威拉姆特大学法学院就读。 在法学院就读的时候，诺玛遇到了她未来的丈夫威廉·保拉斯（William G. Paulus）。 1962年，诺玛以优异成绩从威拉姆特大学法学院毕业，获得法学士学位。 法学院毕业之后，诺玛开始了自己个人执业律师的职业经历，直到她步入政坛。

## 政治生涯
诺玛·保拉斯在赢得1970年的俄勒冈州众议院选举之后就开始了她的政治生涯。她是以共和党人身份当选，赢下的选区是包括塞拉姆县和马里昂县在内的第11区。 诺拉在1972年到1974年分别再次当选，她的众议员任期因此延长了四年，但此时她的选取改为了第31区。1975年，诺拉为特别立法会议服务。 1976年，诺拉当选为俄勒冈州州务卿。这是俄勒冈州历史第一位当选为全州事务官员的女性。